# 가쿠슈인 여자고등과

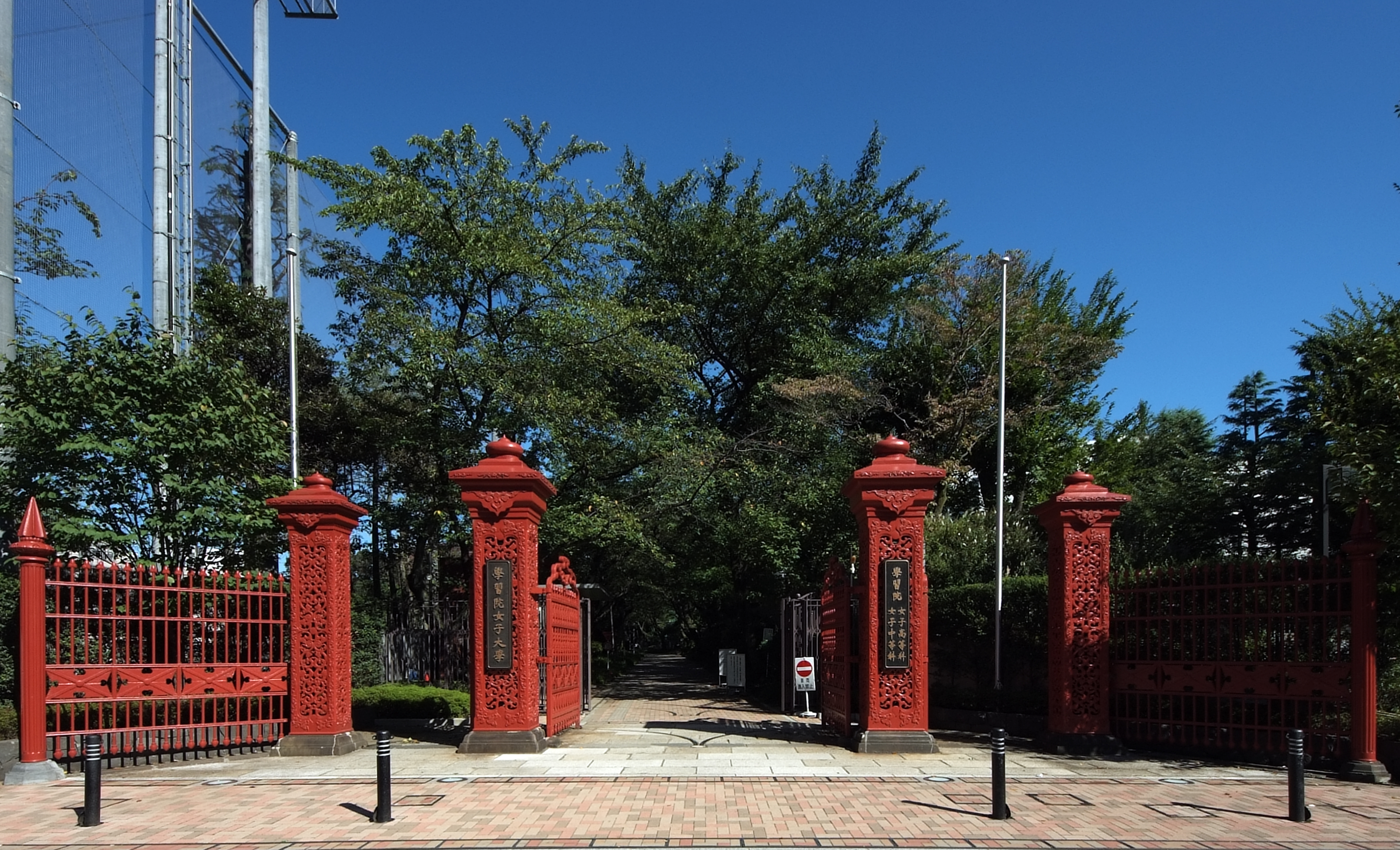
가쿠슈인 교문

あ가쿠슈인 여자중·고등과(일본어: 学習院女子中・高等科)은 일본의 사립 고등학교이다. 도쿄도 신주쿠구에 위치해 있다. 황족이 다니는 학교로 일본 내에서도 잘 알려져 있으며, 실제로도 일본 천황의 황녀나 화족의 자녀가 다수 졸업한 학교이다.
적갈색의 철제 교문은 1877년에 세워진 간다의 정문을 1949년에 이설한 것으로, 일본에서 가장 오래된 철제 문이다. 중요문화재로 지정되어 있다. 중심부에 장서 10만 여권을 소장한 도서관이 있으며, 그 주위로 숲을 둘러싸고 여자중등과와 여자고등과가 위치하고 있다. 여자대학과의 부지를 합치면 2만 여평이다.
교육 시설로는 교실이 6동, 체육관 2동, 실내 온수 풀, 종합운동장, 테니스 코트 4면, 발레 코트 4면, 농구 코트 1면이 있다.

## 역사
1847년, 닌코 천황이 교토 어소에 마련한 학습소의 여자교과(女子教科)를 기원으로 한다. 여자교과는 1885년에 화족여학교로 전환되었으며, 이 당시 화려한 버즐 드레스 교복을 채택하였으나 무슨 이유에서인지 얼마 안 가서 폐지되었다. 1906년에 가쿠슈인으로 전환하면서 여자부가 되었다. 1918년에 여자 가쿠슈인으로 분리되었다가, 1947년에 가쿠슈인으로 다시 합병되어 재단법인 가쿠슈인(1951년 학교법인이 됨)의 관할이 되어, 궁내성 관할하의 관립학교에서 사립학교로 전환되었다.

## 주요 졸업생
- 후미히토 친왕비 기코
- 다카히토 친왕비 유리코
- 마사히토 친왕비 하나코
- 야스히토 친왕비 세쓰코
- 히가시쿠니 시게코(쇼와 천황의 장녀)
- 이케다 아쓰코(쇼와 천황의 4녀)
- 시마즈 다카코(쇼와 천황의 5녀)
- 구로다 사야코(아키히토 천황의 장녀)
- 아키시노노미야 마코(후미히토 친왕의 장녀)
- 아키시노노미야 가코(후미히토 친왕의 차녀)
- 고노에 야스코
- 이방자
- 이케노보 야스코
- 히가시야마 지에코
- 구가 요시코
- 오노 요코
- 안도 가즈
- 이와이 유미
- 니시나 아키코
- 사토 나오코
- 가토 시즈에
- 후지와라 아키
- 도요타 마호
- 고지마 게이코
- 혼조 마리코
- 마스다 미노리
- 기노시타 지카코
- 이노우에 마리나
- 도시노미야 아이코(나루히토 천황의 장녀)

## 같이 보기
- 학교법인 가쿠슈인